# فويل (دائرة انتخابية في المملكة المتحدة)
فويل (بالإنجليزية: Foyle)، هي دائرة انتخابية في أيرلندا الشمالية تشمل مدينة ديري، وتمثل في مجلس العموم التابع للبرلمان البريطاني. يشغل مقعدها حاليًا النائب كولم إيستوود عن حزب الاشتراكيين والديمقراطيين العماليين منذ عام 2019.